# Unión de Periodistas de Cuba

Logotipo de la Unión de Periodistas de Cuba

La Unión de Periodistas de Cuba (UPEC) es una organización no gubernamental que aglutina a reporteros, corresponsales, camarógrafos, dibujantes y otros profesionales del medio periodístico de Cuba. Hace parte de la Federación Latinoamericana de Periodistas (FELAP), la Confederación Americana de
la Prensa Turística, la Federación Internacional de Periodistas de Turismo y la
Asociación Internacional de Prensa Deportiva.
Fue establecida el 15 de julio de 1963 como resultado de la fusión de varias organizaciones de periodistas. Sus objetivos son:
- defender a los periodistas en el ejercicio legal y ético de su profesión, así como su derecho de acceso a las fuentes;
- contribuir a formar a los periodistas en el pensamiento patriótico y democrático;
- promover su progreso cultural, profesional y técnico;
- promover la asimilación de adelantos tecnológicos;
- velar por los periodistas jubilados;
- favorecer la cooperación de los periodistas cubanos con los del resto del mundo.

La UPEC cuenta con la Editorial Pablo de la Torriente, el Instituto Internacional de Periodismo José Martí, el Centro de Información para la Prensa y Casas de la Prensa en cada provincia y en el municipio especial.
La Unión de Periodistas de Cuba otorga varios premios:
- la Distinción Félix Elmuza, establecida por el Consejo de Estado, lleva su nombre por Félix Elmuza (1917-1956), un integrante del Granma asesinado por la dictadura batistana (algunos galardonados son: Coco López (Rosario, 1942-), Pascual Serrano (España, 1963-), Ernesto Carmona (Chile, 1943-);[3]
- el Premio Nacional de Periodismo José Martí (uno de los ganadores ha sido Fidel Castro Ruz);[4]
- el Premio a la Dignidad (también este premio lo ganó Fidel Castro);[5]
- el Premio Anual de Periodismo Juan Gualberto Gómez;
- los Premios Provinciales y de Bloques Ramales por la Obra de la Vida.